# 塞拉湖
46°33′49″N 8°35′55″E / 46.5635°N 8.5987°E

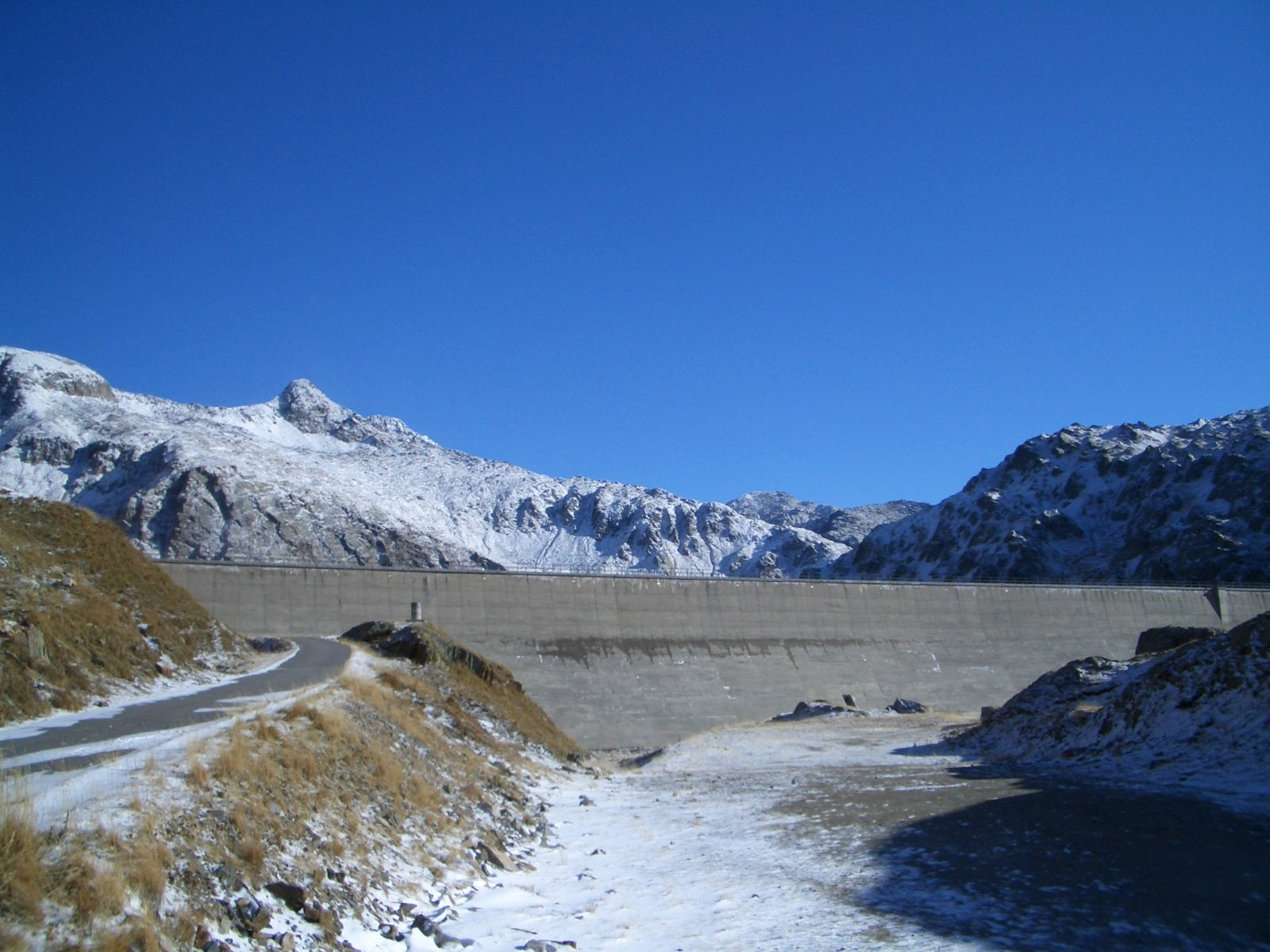

塞拉湖（Lago della Sella），是瑞士的水庫，位於該國南部，由提契諾州負責管轄，處於艾羅洛境內，面積0.5平方公里，該湖泊海拔高度2,256米，最大水深30米。